# Asbestvolgsysteem
Het asbestvolgsysteem is een digitale toepassing die in 2008 is ontwikkeld door bedrijven en uitvoerende overheden die bij de verwijdering van astbest betrokken zijn. Het systeem ondersteunt het werkproces van inventarisatie tot en met verwijdering van asbest. Daarmee weet elke partij hoe het proces vordert en wie welke handeling binnen welke termijn moet uitvoeren. Het asbestvolgsysteem moet aldus een einde maken aan de weinig gecoördineerde samenwerking binnen de asbestketen waardoor regeldruk ontstaat. Het systeem wordt vanaf oktober 2008 gedurende een halfjaar in de praktijk getest, onder andere in Amsterdam en Den Haag. Na evaluatie van het praktijkgebruik kan het systeem halverwege 2009 landelijk worden geïmplementeerd en worden opgeschaald naar alle typen opdrachtgevers.

## Bedenkers
De bedenkers van het asbestvolgsysteem zijn Aedes, branchevereniging van woningcorporaties, VVTB, branchevereniging van asbestverwijderaars, de Stichting Certificatie Asbest, het Landelijk Overleg Milieuhandhaving, de Arbeidsinspectie en het ministerie van Economische Zaken. Doel van het systeem is de economische activiteiten een impuls te geven door de regeldruk bij bedrijven terug te brengen. Het asbestvolgsysteem komt voort uit het programma Slim geregeld, goed verbonden van het ministerie van Economische Zaken, dat tot 2011 economische struikelblokken aanpakt die het gevolg zijn van wet- en regelgeving. 

## Baten
Het EIM heeft berekend dat het asbestvolgsysteem ondernemers jaarlijks 1 miljoen euro oplevert door tijd- en kostenreductie. Extra omzetpotentieel zit daarnaast in het feit dat met het systeem alleen nog gecertificeerde inventariseerders en verwijderaars worden ingeschakeld. Daardoor leggen opdrachtgevers hun opdracht ook niet meer neer bij verwijderaars die onvoldoende voor de taak zijn toegerust. Het asbestvolgsysteem bestrijdt zo niet alleen de regeldruk, maar ook oneerlijke concurrentie. Bovendien bevordert het de veiligheid rondom asbestverwijdering. 